# A52 (Italië)
De A52 (Autostrada 52) is de noordelijke rondweg van Milaan (Tangenziale Nord di Milano). Deze begint in het oosten als een zijtak van de A51 en loopt noordwaarts waar hij eerst de A4 kruist om vervolgen westelijk af te buigen. Uiteindelijk kruist de weg de A8 en sluit deze nog geen twee kilometer verder naar het zuidwesten weer op de A4 aan. Bij dit knooppunt draait de weg naar het noordwesten, onder het terrein van de Rho Fiera Milano door. Vervolgens kruist de weg de A50/E62. Daar loopt de weg over in de SS33, een Provinciale weg of Gewestweg. De A52 is ongeveer 26 kilometer lang en komt onder andere langs Monza.